# Меморіальна каплиця короля Георга VI
Меморіальна каплиця короля Георга VI (англ. King George VI Memorial Chapel) є частиною каплиці Святого Георгія у Віндзорському замку. Каплиця була побудована на замовлення королеви Єлизавети II в 1962 як місце поховання її батька — короля Георга VI. Тут знаходяться місця останнього спочинку короля Георга VI, королеви-матері Єлизавети, королеви Єлизавети II, принца Філіпа, герцога Единбурзького і праху принцеси Маргарет. Збудована за проєктом архітектора Джорджа Пейса. Будівництво каплиці було завершено у 1969 році.

## Історія
Каплиця була замовлена королевою Єлизаветою II в 1962. Архітекторам каплиці було доручено спроєктувати її таким чином, щоб вона могла вмістити останки трьох монархів та їхнього подружжя. У грудні 1962 року особистий секретар Єлизавети II звернувся до декана Віндзора Робіна Вудса з двома проханнями. Перше полягало в тому, щоб підготувати старшого сина королеви, принца Чарльза, до конфірмації, а друге — в тому, щоб знайти спеціальне місце для упокою її батька — короля Георга VI. Після відспівування у каплиці Святого Георгія останки Георга були перенесені до королівської усипальниці під каплицею. Смерть Георга була несподіваною, і йому не було визначено конкретне місце упокою.
Прохання не було виконане ще п'ять років, оскільки королева хотіла, щоб її мати, вдова Георга VI, королева-мати Єлизавета, уникла хворобливого досвіду похорону чоловіка вдруге[прояснити]. Їй також не подобалася ідея мармурового склепу із зображеннями в натуральну величину, які зазвичай замовлялися для останків монархів, і вона віддала перевагу простим плитам, інкрустованим у підлогу. У каплиці Святого Георгія не було місця для будівництва ще одного склепу, тому було знайдено рішення побудувати додаткову каплицю-канцелярію із зовнішнього боку каплиці Святого Георгія. Це була перша прибудова до каплиці Святого Георгія з того часу, як у 1504 році на південній стороні каплиці була побудована капела для Олівера Кінга — особистого секретаря короля Генріха VII.

## Проєктування та будівництво
Початковий план нової каплиці був відхилений Королівською комісією з архітектури та навколишнього середовища. Він передбачав будівництво невеликої прямокутної каплиці в північній стіні нефа за проєктом Пола Педжета та Джона Силі, 2-го барона Моттістону. Другий план, представлений архітектором Джорджем Пейсом, схвалили. Він передбачав будівництво каплиці між Ратлендською каплицею та північним хором каплиці Святого Георгія. Проєкт Пейса мав висоту 18 футів, ширину 10 футів та глибину 14 футів. Будівництво було завершено в 1969. Каплиця стоїть між двома зовнішніми контрфорсами північної стіни хору і побудована з каменю з Кліпшема, графство Ратленд. Червоні та сині вітражі були спроектовані Джоном Пайпером і виконані Патріком Рент'єном. Дах пофарбований у чорно-білі кольори і прикрашений вкрапленим сусальним золотом. На вівтарі встановлено бронзовий рельєфний портрет Георга VI роботи сера Вільяма Ріда Діка, копія цього портрета висить у церкві Святої Марії Магдалини в королівському маєтку Сандрінгем у Норфолку. Закінчена каплиця була описана деканом Віндзора Робіном Вудсом як продовження «перпендикулярної готичної архітектури самої каплиці, але в ідіомі XX століття». Прямо під каплицею знаходиться похоронна камера, в яку поміщають останки.